# Minami-ku (Yokohama)
Pour les articles homonymes, voir Minami-ku (homonymie).
Minami (南区, Minami-ku) est l'un des dix-huit arrondissements de la ville de Yokohama au Japon. Il est situé au centre de la ville.
En 2016, sa population est de 194 485 habitants pour une superficie de 12,65 km2, ce qui fait une densité de population de 15 370 hab./km2.

## Lieux notables
- Gumyō-ji

## Transport publics
L'arrondissement est desservi par plusieurs lignes ferroviaires :
- ligne principale de la compagnie Keikyū,
- ligne bleue du métro de Yokohama.